# Governo Bouden
Il Governo Bouden è stato un esecutivo della Tunisia, guidato dalla professoressa Najla Bouden Ramadan. Formatosi l'11 ottobre 2021 dopo l'approvazione del Presidente della Repubblica Kais Saïed, nel suo esecutivo ci sono state, per la prima volta, ben 8 donne e 16 uomini..
È il primo governo nella storia della Tunisia e in un paese di tutto il mondo arabo ad essere guidato da una donna.
Il Segretario di Stato presso il Ministero degli Affari Esteri incaricato della cooperazione internazionale è la funzionaria Aïda Hamdi.
| Carica                                           | Titolare | Titolare                |
| ------------------------------------------------ | -------- | ----------------------- |
| Presidente del Consiglio dei Ministri            |          | Najla Bouden Ramadan    |
| Giustizia                                        |          | Leïla Jaffel            |
| Difesa                                           |          | Imed Memmich            |
| Interno                                          |          | Taoufik Charfeddine     |
| Affari Esteri                                    |          | Othman Jerandi          |
| Finanze                                          |          | Sihem Boughdiri         |
| Economia e della Pianificazione                  |          | Samir Saïed             |
| Affari Sociali                                   |          | Malek Zahi              |
| Industria, delle Miniere e dell'Energia          |          | Neila Gonji             |
| Commercio e dello Sviluppo delle Esportazioni    |          | Fadhila Rebhi           |
| Agricoltura, delle risorse idriche e della pesca |          | Mahmoud Elyes Hamza     |
| Salute                                           |          | Ali Mrabet              |
| Educazione                                       |          | Fethi Sellaouti         |
| Istruzione superiore e della ricerca scientifica |          | Moncef Boukthir         |
| Gioventù e dello Sport                           |          | Kamel Deguiche          |
| Tecnologia e della comunicazione                 |          | Nizar Ben Néji          |
| Trasporti                                        |          | Rabie Majidi            |
| Attrezzature e degli alloggi                     |          | Sarra Zaâfrani          |
| Affari immobiliari                               |          | Mohamed Rekik           |
| Ambiente                                         |          | Leila Chikhaoui         |
| Turismo                                          |          | Mohamed Moez Belhassine |
| Affari religiosi                                 |          | Brahim Chaibi           |
| Famiglia e donne                                 |          | Amel Belhaj Moussa      |
| Affari Culturali                                 |          | Hayet Guettat           |
| Lavoro                                           |          | Nasreddine Nsibi        |